# Dreezy

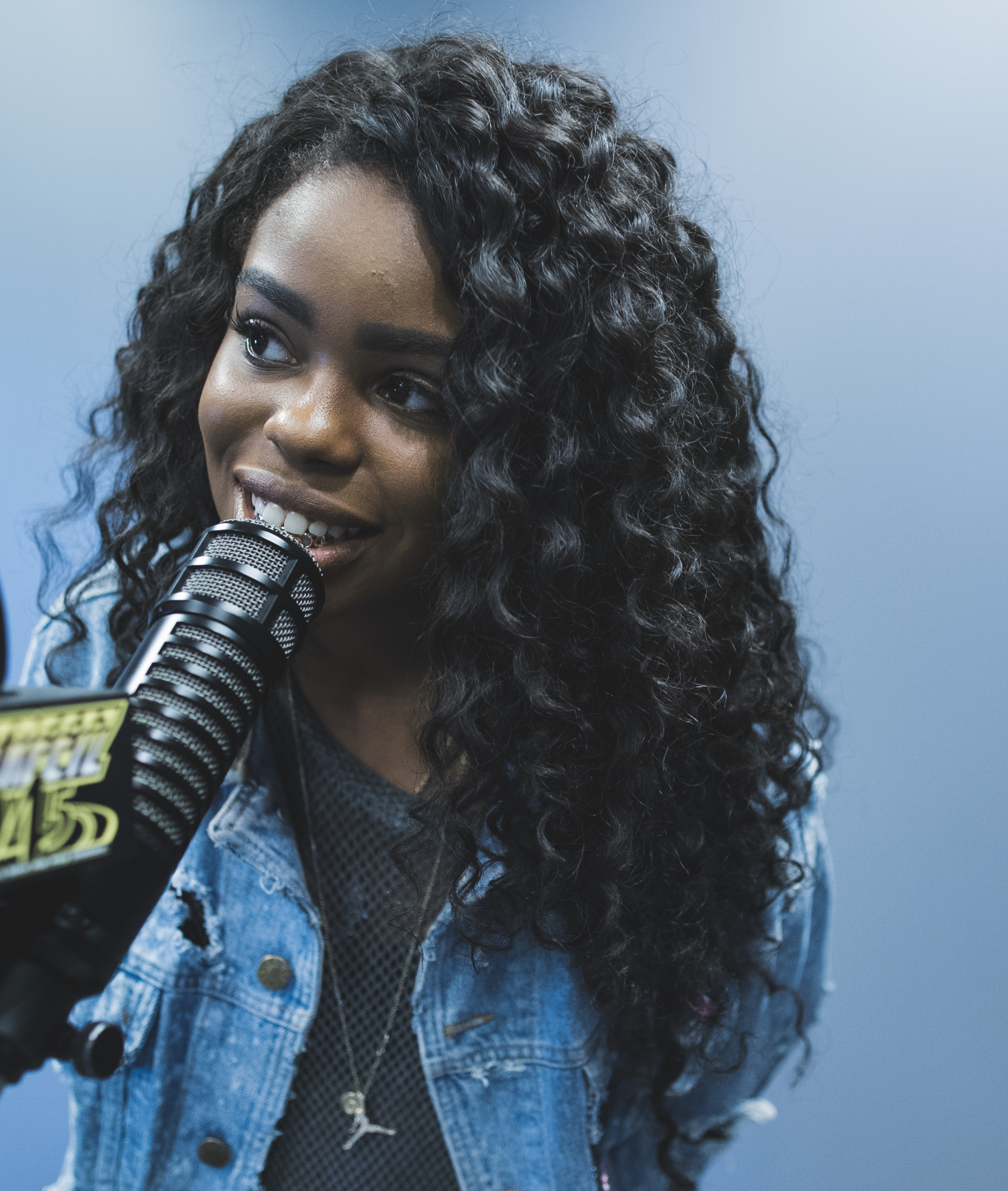
Dreezy im Juli 2016

Dreezy (* 28. März 1994 in Chicago als Seandrea Sledge) ist eine US-amerikanische Sängerin, Songschreiberin und Rapperin.

## Leben

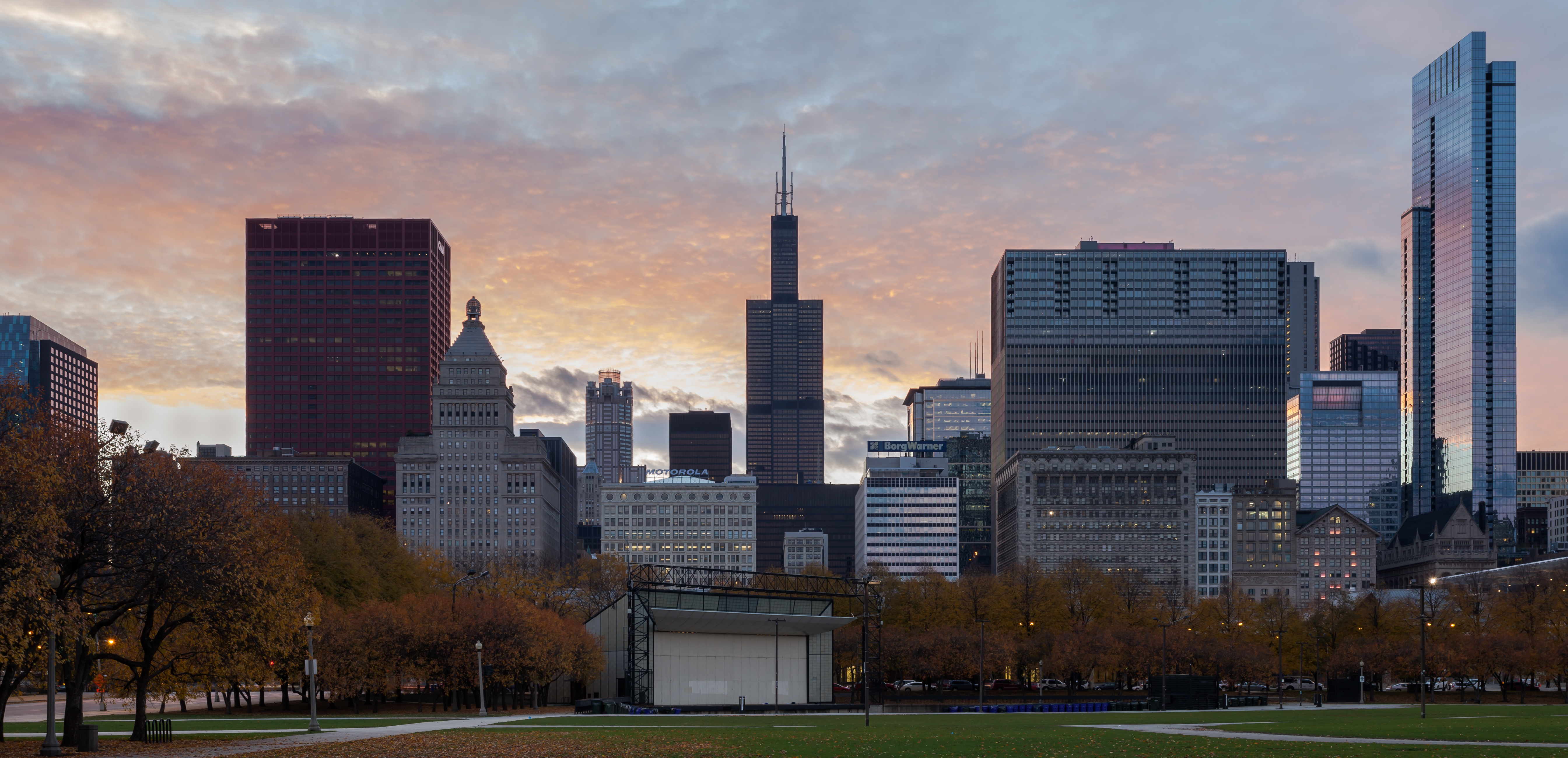
Chicago, die Heimatstadt von Dreezy

Seandrea Sledge wurde am 28. März 1994 in Chicago geboren und wuchs dort auch auf. Sie ist dort oft umgezogen, da ihre Eltern sich getrennt hatten. Im Alter von vierzehn Jahren fing sie an zu rappen, anstelle zu singen. Sie wurde eine gute Freundin von Rapperin Sasha Go Hard und war in ihrem Lied I Ain’t No Hitta zu hören. Im Februar 2013 veröffentlichte sie ein Mixtape zusammen mit dem Rapper Mikey Dollaz aus Chicago. Dies trägt den Namen Business N Pleasure.
Ein Jahr später, im Februar 2014, veröffentlichte sie ihr erstes eigenes Mixtape Schizo, welches unter dem Label AOE Records erschienen ist. Auf dem Mixtape befindet sich auch ein Song mit dem Rapper Common, welcher No Good heißt.
Im April 2014 veröffentlichte sie einen Remix von dem Song Chiraq, welche eigentlich von Nicki Minaj und Lil Herb ist. Viele Fans fanden die Version von Dreezy besser als das Original mit Minaj. Im Dezember 2014 wurde bekannt, dass Sledge einen Vertrag bei Interscope Records unterschrieben hatte.
Ein Jahr später, am 25. Dezember 2015 wurde ihre erste EP veröffentlicht. Sie trägt den Namen From Now On und beinhaltet insgesamt fünf Songs, unter anderem Serena. Die EP wurde von Metro Boomin und 808's Mafia produziert. Ein Musikvideo wurde für die Songs Serena und From Now On gedreht und auf Youtube und Vevo veröffentlicht.
Im Januar 2016 wurde ihre erste Single Body ft. Jeremih veröffentlicht. Der Song konnte sich auf Platz 62 in den US-Charts platzieren und ist bisher 12 Wochen in den Charts vertreten. Am 16. Juni 2016 wurde der Song We Gon Ride zusammen mit Gucci Mane veröffentlicht. Eine Audio-Version wurde am 22. Juni auf Youtube veröffentlicht. Am 21. Juni 2016 erschien die Single Close to You mit dem Rapper T-Pain. Am 15. Juli 2016 veröffentlichte ihr Debüt-Album No Hard Feelings auf dem Label Interscope. Am 8. Juni 2016 wurde die vierte Single Spazz veröffentlicht. Ihr Debütalbum konnte sich in den Charts der Vereinigten Staaten nur auf Platz 101 platzieren und blieb dort auch nur eine Woche. Am 4. August wurde das Musikvideo zu We Gon Ride auf Vevo veröffentlicht. Wasted erschien am 15. November als fünfte Single aus dem Album. Das Video zu dem Lied erschien am 15. Dezember 2016, einen Monat nach dem Veröffentlichen der Single. Im Februar 2017 wurde ihr Song Body in den Vereinigten Staaten mit Platin ausgezeichnet. Am 28. Juli 2017 veröffentlichte sie die Single F.D.N.
Als erste Single aus ihrem zweiten Studioalbum wurde der Song Spar am 20. Oktober 2017 zusammen mit 6lack und Kodak Black veröffentlicht. Als zweite Single aus dem Album folgte am 17. November 2017 der Song Can’t Trust a Soul in Zusammenarbeit mit dem Musiker PnB Rock. Ein genaues Datum, wann das Album veröffentlicht wird, ist noch nicht bekannt. Ebenso wenig bekannt ist der Titel. Am 19. Januar 2018 erschien die Single 2nd to None, welche sie mit dem Rapper 2 Chainz aufnahm. Mit Where Them $ @ erschien am 8. Juni des gleichen Jahres eine weitere Single. Zusammen mit Kash Doll erschien am 14. Dezember 2018 der Song Chanel Slides als Single.

## Diskografie

### Studioalben
- 2016: No Hard Feelings

### EPs
- 2015: Call It What You Want
- 2015: From Now On

### Mixtapes
- 2012: The Illustration
- 2013: Business N Pleasure
- 2013: D.S.M (Schizo Pre-tape)
- 2014: Schizo

### Singles
- 2015: Serena (From Now On; feat. Dej Loaf)
- 2016: Body (No Hard Feelings; feat. Jeremih)
- 2016: We Gon Ride (No Hard Feelings; feat. Gucci Mane)
- 2016: Close to You (No Hard Feelings; feat. T-Pain, US: Platin)
- 2016: Spazz (No Hard Feelings)
- 2016: Wasted (No Hard Feelings)
- 2017: F.D.N
- 2017: Spar (feat. 6lack & Kodak Black)
- 2017: Can’t Trust a Soul (feat. PnB Rock)
- 2018: 2nd to None (mit 2 Chainz)
- 2018: Where Them $ @
- 2018: Chanel Slides (feat. Kash Doll)
- 2019: Got Me (Dreamville feat. Ari Lennox, Omen, Ty Dolla Sign, & Dreezy, US: Gold)

## Musikvideos
| Jahr | Song                           | Länge | Regisseur      |
| ---- | ------------------------------ | ----- | -------------- |
| 2014 | Chiraq Remix                   | 2:39  | Nick Brazinsky |
| 2014 | Up & Down                      | 4:19  | Nick Brazinsky |
| 2015 | Serena (feat. Dej Loaf)        | 3:48  | Uncle Leff     |
| 2015 | From Now On                    | 3:18  | Motion Family  |
| 2016 | Body (feat. Jeremih)           | 4:02  | Erik White     |
| 2016 | Close to You (feat. T-Pain)    | 4:50  | Edward Tran    |
| 2016 | We Gon Ride (feat. Gucci Mane) | 3:48  | Motion Family  |
| 2016 | Wasted                         | 5:31  | Taj            |